# 바리오 데 라 콘셉시온역
바리오 데 라 콘셉시온 역(스페인어: Parque de las Avenidas)은 마드리드 지하철 7호선의 역이다. 마드리드 시우다드리네알 구의 콘셉시온 지역에 위치해 있다. 요금구역상으로는 A구역에 속한다.

## 역사
1975년 3월 17일 7호선의 두번째 구간 (푸에블로 누에보-아베니다 데 아메리카) 개통과 함께 문을 열었다. 2007년에는 역내 천장과 벽 리모델링을 거쳤다.

## 환승 정보
역 주변에 버스 정류장이 총 다섯 곳 있다.
버스
- 시내버스
  - 21, 48, 146번 (주간)

지하철
| 마드리드 지하철                      | 마드리드 지하철       | 마드리드 지하철                  |
| ------------------------------------ | --------------------- | -------------------------------- |
| 푸에블로 누에보 오스피탈 델 에나레스 | 마드리드 지하철 7호선 | 파르케 데 라스 아베니다스 피티스 |